# Дух (философия)
Дух:
1. философское понятие, обозначающее нематериальное начало[1];
2. высшая способность человека, благодаря которой возможно самоопределение личности[2].

Определение соотношения духа и материи в марксизме считаются основным вопросом философии.
Идеализм, спиритуализм — признание духа первоначалом мира. Идея духа может выступать как:
- понятие (панлогизм),
- субстанция (пантеизм),
- личность (теизм, персоналистические концепции).

В рационализме дух отождествляется с мышлением, сознанием (и, возможно, с рассудком).
В философских системах, которые принижают роль разума — определяя сущность духа, рассматривают такие его аспекты как:
- интуиция, инстинкт, чувство, воображение[1], так называемое мистическое озарение (см. мистицизм);
- воля[1] (волюнтаризм);
- бессознательное (психоанализ) и т. д.

Последние рассматриваются как внемыслительные (внерациональные) процессы.
Античные натурфилософы VI—V веков до н. э. определяли дух как «нечто газообразное, жизненную силу, движущуюся в теле людей и животных». Библейско-христианская традиция наполняет понятие духа личностным абсолютом и волей.
В экзистенциализме дух противопоставляется разуму, а неопозитивизм элиминирует данное понятие, как лежащее вне сферы научного познания.
Согласно Клагесу, дух противостоит душе.
Также дух может означать совокупность черт характера, темперамента, знаний и убеждений, придающую силы для действия во имя чего-либо (воинский дух).
Встречается в значении всеобщего характера какой-либо человеческой общности, например дух времени (эпохи, века), народный дух (некая идеальная основа национального характера), корпоративный дух.
Дух времён, дух народов, дух исторических образований — часто встречаются у Вольтера. В основной метод его исторического мышления входило приведение отдельных черт времени, народа, исторического образования к общему знаменателю, который он называл духом. Заглавие его труда называет «нравы и дух народов» в качестве темы, и автор назвал свой труд историей человеческого духа вообще.
Понятие духа, как чего-то противоположного природе, сложилось в период романтизма и немецкого идеализма, а особенно у Гегеля («Дух обнаруживается как исполинский знак интеграла, соединяющий небо и землю, добро и зло» — Дрейер).
Гегель говорит также и об абсолютном духе, независимом от какого бы то ни было земного носителя, тождественном с чистым божественным духом, рассматриваемым как идеальное целое.
Согласно Библии ДУХ БОЖИЙ - это  связь с Богом не зрительная, не слуховая и не осязательная, активно  распространялась над первоматериалом, который обладал основными свойствами ВОДЫ: текучестью и бесцветностью. (Бытие 1:2)